# 6-й гвардейский отдельный батальон минёров
6-й гвардейский отдельный батальон минёров — воинское подразделение в  вооружённых силах СССР во время Великой Отечественной войны.

## История
Создан в составе Карельского фронта
В составе действующей армии с 01.09.1942 по 15.11.1944.
Входил в состав частей и соединений специального минирования инженерных войск, фактически являясь диверсионным подразделением специального назначения для действий в тылу врага. Как и в другие подобные батальоны, отбор личного состава был весьма скрупулёзным, бойцы батальона, что естественно, получали в основном подготовку по взрывному делу (коммуникации, штабы, склады, укрепления), при этом владея приёмами рукопашного боя, медицинскими навыками и топографией. Подобные батальоны получали звание гвардейских при формировании, наряду с подразделениями ВДВ и подразделениями реактивной артиллерии.
Батальон действовал на Карельском фронте с момента формирования.
 Эта спецчасть инженерных войск…вела внешне неприметную жизнь, находясь на отшибе от других частей. Небольшие группы из её состава постоянно углублялись за линию фронта и совершали диверсии, выводя из строя различные военные объекты врага. 
 Хренов А. Ф. «Мосты к победе» 
Перед Петсамо-Киркенесской операцией на базе батальона были сформированы два разведывательно-диверсионных отряда специального назначения для действий на коммуникациях, укреплениях в тылу врага (третий был сформирован на базе 20-й моторизованной штурмовой инженерно-сапёрной бригады). В первый отряд входили 133 человека, во второй 49 человек. Отряды были хорошо вооружены: например в первом отряде кроме автоматов с запасом патронов и гранат было три ручных пулемёта, три снайперские винтовки с 1800 патронами, 130 противотанковых мин и 10 специальных мин замедленного действия, две рации с двумя комплектами питания, продовольствие на 17 суток и медикаменты. На каждого бойца, таким образом, приходилась ноша, весившая в среднем 42 килограмма.
Задача перед отрядами стояла следующая: разведка маршрутов движения 126-го и 127-го лёгких стрелковых корпусов; с началом наступления: дезорганизация управления войск противника, налёты на гарнизоны противника, подрыв мостов, линий связи, военных сооружений, минирование дорог, целеуказание авиации, разрушение подвесной канатной дороги от Петсамо до линии фронта.
18.09.1944 года 1-й отряд отправился за линию фронта, позднее ушёл второй отряд. Через 6 суток отряд был в районе дороги Луостари — Никель. Переход был исключительно трудным.
Из воспоминаний А. Ф. Попова, командира батальона, командира 1-го отряда.
Подавляющую часть пути до заданного района мы проделали в ночное время. В связи с этим хочется сказать, что преодоление значительных расстояний с грузом в 40 — 50 килограммов в темноте по труднопроходимой местности мне и сейчас представляется невообразимо трудным. Ведь каждая кочка, каждая яма, каждый камень, которые просто не замечаешь и легко обходишь днем, ночью становятся серьёзным препятствием.

На шестые сутки отряд был уже на подходе к дороге Луостари — Никель. Для меня и для всех минеров этот небольшой отрезок пути оказался исключительно трудным… Двигаясь в темноте, мы беспрерывно то натыкались на камни, то увязали в трясине. Все это происходило в каких-нибудь 150—200 метрах от противника. Любой звук мог нас выдать. Но каждый боец хорошо подогнал снаряжение. Отряд подошел к дороге и преодолел её незамеченным…
По прибытии в место дислокации между дорогами Петсамо — Тарнет и Луостари — Никель, отряд получил распоряжение затаиться и ждать начала боевых действий. В ночь на 07.10.1944 отряд приступил к действиям, разбившись на три группы. Уничтожив мосты и заминировав дороги, они прекратили всякое движение по указанным дорогам. Отряды соединились со своими войсками только после 16.10.1944 года.
По окончании Петсамо-Киркенесской операции батальон в боях участия не принимал .

## Подчинение
| Дата       | Фронт (округ)                                            | Армия      | Корпус | Дивизия | Бригада | Примечания |
| ---------- | -------------------------------------------------------- | ---------- | ------ | ------- | ------- | ---------- |
| 01.10.1942 | Карельский фронт                                         | -          | -      | -       | -       | -          |
| 01.11.1942 | Карельский фронт                                         | -          | -      | -       | -       | -          |
| 01.12.1942 | Карельский фронт                                         | -          | -      | -       | -       | -          |
| 01.01.1943 | Карельский фронт                                         | -          | -      | -       | -       | -          |
| 01.02.1943 | Карельский фронт                                         | -          | -      | -       | -       | -          |
| 01.03.1943 | Карельский фронт                                         | -          | -      | -       | -       | -          |
| 01.04.1943 | Карельский фронт                                         | -          | -      | -       | -       | -          |
| 01.05.1943 | Карельский фронт                                         | -          | -      | -       | -       | -          |
| 01.06.1943 | Карельский фронт                                         | -          | -      | -       | -       | -          |
| 01.07.1943 | Карельский фронт                                         | -          | -      | -       | -       | -          |
| 01.08.1943 | Карельский фронт                                         | -          | -      | -       | -       | -          |
| 01.09.1943 | Карельский фронт                                         | -          | -      | -       | -       | -          |
| 01.10.1943 | Карельский фронт                                         | -          | -      | -       | -       | -          |
| 01.11.1943 | Карельский фронт                                         | -          | -      | -       | -       | -          |
| 01.12.1943 | Карельский фронт                                         | -          | -      | -       | -       | -          |
| 01.01.1944 | Карельский фронт                                         | -          | -      | -       | -       | -          |
| 01.02.1944 | Карельский фронт                                         | -          | -      | -       | -       | -          |
| 01.03.1944 | Карельский фронт                                         | -          | -      | -       | -       | -          |
| 01.04.1944 | Карельский фронт                                         | -          | -      | -       | -       | -          |
| 01.05.1944 | Карельский фронт                                         | -          | -      | -       | -       | -          |
| 01.06.1944 | Карельский фронт                                         | 26-я армия | -      | -       | -       | -          |
| 01.07.1944 | Карельский фронт                                         | -          | -      | -       | -       | -          |
| 01.08.1944 | Карельский фронт                                         | -          | -      | -       | -       | -          |
| 01.09.1944 | Карельский фронт                                         | 26-я армия | -      | -       | -       | -          |
| 01.10.1944 | Карельский фронт                                         | 14-я армия | -      | -       | -       | -          |
| 01.11.1944 | Карельский фронт                                         | 14-я армия | -      | -       | -       | -          |
| 01.12.1944 | Резерв Ставки ВГК (Полевое управление Карельского фронта | -          | -      | -       | -       | -          |
| 01.01.1945 | нет данных                                               | -          | -      | -       | -       | -          |
| 01.02.1945 | нет данных                                               | -          | -      | -       | -       | -          |
| 01.03.1945 | нет данных                                               | -          | -      | -       | -       | -          |
| 01.04.1945 | нет данных                                               | -          | -      | -       | -       | -          |
| 01.05.1945 | нет данных                                               | -          | -      | -       | -       | -          |

## Командиры
- А.Ф. Попов, гвардии майор

## Другие гвардейские инженерно-сапёрные формирования с тем же номером
- 6-й гвардейский отдельный сапёрный батальон 5-й гвардейской стрелковой дивизии
- 6-й гвардейский отдельный сапёрный батальон 8-й гвардейской воздушно-десантной дивизии
- 6-й гвардейский отдельный мотоинженерный батальон 5-й гвардейской мотоинженерной бригады
- 6-й гвардейский отдельный мотоинженерный батальон 1-й гвардейской мотоинженерной бригады
- 6-й гвардейский отдельный штурмовой инженерно-сапёрный батальон